# Cryptische veldwesp
De cryptische veldwesp (Polistes gallicus), soms ook Gallische veldwesp genoemd  is een vliesvleugelig insect uit de familie van de plooivleugelwespen (Vespidae). De wetenschappelijke naam van de soort werd gepubliceerd in 1767 door Carl Linnaeus.
De soort is in Nederland zeer zeldzaam en wordt voornamelijk waargenomen in Limburg, Noord-Brabant en Gelderland.